# 小山ルミ
小山 ルミ（こやま るみ、1952年8月11日 - ）は、日本の元歌手、女優、タレント。本名は小山 留美。北海道札幌市出身。父はアイルランド人の軍人で、母は日本人。

## 来歴
中学在学中にモデルの仕事を始め、フジテレビ『ビート・ポップス』などにカバー・ガールとして出演した後、1968年にグループ・サウンズの同名のコミックソングを映画化した『ケメ子の歌』のヒロインに抜擢される。愛らしい顔立ちとコケティッシュな魅力で人気となり、以後も映画『ドリフターズですよ!冒険冒険また冒険』『ある少女の告白・純潔』、テレビドラマ『オレと彼女』『オレとシャム猫』などに出演した。
また、ビクターから『はじめてのデート』で歌手としてもデビュー。テイチク移籍後、ロシア民謡とサーフ・ロックを融合させた曲調の『さすらいのギター』がヒットした。グルーヴ感のある曲とボーカルは、21世紀に入ってからも根強い人気がある。1971年には、人気歌手・森進一のアメリカ公演にもゲストとして参加している。
ザ・ドリフターズの加藤茶との交際が噂されていたが、1974年に渡米、翌年現地で知り合った日本人宝石商と結婚し芸能界を引退。その後ロサンゼルス在住。
1997年にテレビ朝日で放送された『ザ・スーパーサンデー・あの人は今』で、小山のロサンゼルスにおける近況が紹介され、小山は過去のVTRを除き約23年ぶりに放送媒体に姿を見せた。

## ディスコグラフィ

### シングル
| 発売日                     | 規格品番         | 面               | タイトル                                       | 作詞                      | 作曲                          | 編曲               |
| ビクターレコード           | ビクターレコード | ビクターレコード | ビクターレコード                               | ビクターレコード          | ビクターレコード              | ビクターレコード   |
| -------------------------- | ---------------- | ---------------- | ---------------------------------------------- | ------------------------- | ----------------------------- | ------------------ |
| 1968年7月5日               | SV-732           | A                | はじめてのデート                               | 水島哲                    | 曽根幸明                      | 曽根幸明           |
| 1968年7月5日               | SV-732           | B                | わたしの祈り                                   | 水島哲                    | 曽根幸明                      | 曽根幸明           |
| テイチク・ユニオンレコード |                  |                  |                                                |                           |                               |                    |
| 1970年1月10日              | US-640           | A                | ひとりぼっちのレモンティー Goodbye, Sweet Love | なかにし礼                | 村井邦彦                      | 森岡賢一郎         |
| 1970年1月10日              | US-640           | B                | たずね人 Hoping Again to be With You           | なかにし礼                | 村井邦彦                      | 森岡賢一郎         |
| 1970年5月10日              | US-664           | A                | あなたに負けたの                               | なかにし礼                | 森岡賢一郎                    | 森岡賢一郎         |
| 1970年5月10日              | US-664           | B                | 魔法使いのあなた                               | 大島なほみ 補：なかにし礼 | 宮川泰                        | 森岡賢一郎         |
| 1970年10月1日              | US-687           | A                | グットがまんして!!                             | いなづまひかる            | はやし・こば                  | 宮川泰             |
| 1970年10月1日              | US-687           | B                | アイ・ラヴ・ユー・ラヴ                         | なかにし礼                | 村井邦彦                      | 森岡賢一郎         |
| 1971年3月1日               | US-700           | A                | 幸せすぎない幸せが好きよ                       | 安井かずみ                | クニ河内                      | クニ河内           |
| 1971年3月1日               | US-700           | B                | 恋人の記念日                                   | 安井かずみ                | クニ河内                      | クニ河内           |
| 1971年6月1日               | US-712           | A                | さすらいのギター                               | 千家和也                  | J.A.Schatrow                  | 川口真             |
| 1971年6月1日               | US-712           | B                | 日曜日は来なかった                             | 千家和也                  | 田辺信一                      | 田辺信一           |
| 1971年10月5日              | US-723           | A                | 二つのギター                                   | 訳：千家和也              | 不詳                          | 川口真             |
| 1971年10月5日              | US-723           | B                | 薔薇のことづけ                                 | 訳：柴野未知              | D. Pace L. Pilat M. Panzeri   | M.Panzeri 鈴木邦彦 |
| 1972年2月5日               | US-733           | A                | ブルー・ジーン                                 | 橋本淳                    | 筒美京平                      | 高田弘             |
| 1972年2月5日               | US-733           | B                | 涙の過去                                       | 橋本淳                    | 筒美京平                      | 筒美京平           |
| 1972年6月                  | US-747           | A                | 孤独の街角                                     | 千家和也                  | Albert Hammond Mike Hazlewood | 鈴木邦彦           |
| 1972年6月                  | US-747           | B                | 裁かれる女                                     | 千家和也                  | 都倉俊一                      | 都倉俊一           |
| 1972年10月                 | US-762           | A                | 憎いあなた                                     | 千家和也                  | 都倉俊一                      | 都倉俊一           |
| 1972年10月                 | US-762           | B                | 危険な関係                                     | 千家和也                  | 都倉俊一                      | 宮川泰             |
| 1973年3月                  | US-775           | A                | 恋のマイアミ・ビーチ・ルンバ                   | 千家和也                  | Irving Fields Albert Gamse    | 竜崎孝路           |
| 1973年3月                  | US-775           | B                | イッツ・トゥ・レイト・ナウ It's Too Late Now   | 安井かずみ                | Terry Dempsey                 | 竜崎孝路           |
| 1973年7月                  | US-794           | A                | 恋のサンライズ・ツイスト                       | 千家和也                  | Pilantra-Mamican              | 竜崎孝路           |
| 1973年7月                  | US-794           | B                | 心のときめき                                   | 千家和也                  | インドネシア民謡              | 竜崎孝路           |
| 1974年2月                  | US-811           | A                | わたしはお人形                                 | 有馬三恵子                | 川口真                        | 川口真             |
| 1974年2月                  | US-811           | B                | 妖しいふたり                                   | 有馬三恵子                | 川口真                        | 川口真             |

### アルバム

#### オリジナル・アルバム
| 発売日        | レーベル                   | 規格           | 規格品番   | アルバム。 |
| ------------- | -------------------------- | -------------- | ---------- | --- |
| 1971年8月1日  | テイチク・ユニオンレコード | LP             | JLP-516    | さすらいのギター Side:A 1. さすらいのギター 2. ひとりぼっちのレモンティー 3. たずね人 4. あなたに負けたの 5. 魔法使いのあなた 6. アイ・ラヴ・ユー・ラヴ Side:B 1. 薔薇のことづけ 2. 急がば廻れ 3. グット,,がまんして!! 4. 幸せすぎない幸せが好きよ 5. 恋人の記念日 6. 日曜日は来なかった |
| 2008年5月17日 | Solid Records              | CD（紙ジャケ） | CDSOL-1233 | さすらいのギター Side:A 1. さすらいのギター 2. ひとりぼっちのレモンティー 3. たずね人 4. あなたに負けたの 5. 魔法使いのあなた 6. アイ・ラヴ・ユー・ラヴ Side:B 1. 薔薇のことづけ 2. 急がば廻れ 3. グット,,がまんして!! 4. 幸せすぎない幸せが好きよ 5. 恋人の記念日 6. 日曜日は来なかった |

#### カバーアルバム
| 発売日        | レーベル                   | 規格           | 規格品番   | アルバム。 |
| ------------- | -------------------------- | -------------- | ---------- | --- |
| 1971年5月     | テイチク・ユニオンレコード | LP             |            | ベンチャーズ・ヒットを歌う！二つのギター Side:A 1. 二つのギター 2. 雨の御堂筋 3. 京都慕情 4. 霧のめぐり逢い 5. 二人の銀座 6. 京都の恋 Side:B 1. さすらいのギター 2. 10番街の殺人 3. 異国の人 4. 急がば廻れ 5. 東京ナイト 6. 北国の青い空 |
| 2007年7月21日 | Solid Records              | CD（紙ジャケ） | CDSOL-1167 | ベンチャーズ・ヒットを歌う！二つのギター Side:A 1. 二つのギター 2. 雨の御堂筋 3. 京都慕情 4. 霧のめぐり逢い 5. 二人の銀座 6. 京都の恋 Side:B 1. さすらいのギター 2. 10番街の殺人 3. 異国の人 4. 急がば廻れ 5. 東京ナイト 6. 北国の青い空 |
| 1973年2月     | テイチク・ユニオンレコード | LP             |            | ロックン・ロール・ミュージック Side:A 1. ダイアナ 2. 小さな悪魔 3. おおキャロル 4. 悲しき街角 5. 恋の一番列車 6. 恋の日記 Side:B 1. 恋の片道切符 2. 可愛いベイビー 3. すてきな16才 4. ボーイハント 5. カラーに口紅 6. 電話でキッス |
| 2007年7月21日 | Solid Records              | CD（紙ジャケ） | CDSOL-1168 | ロックン・ロール・ミュージック Side:A 1. ダイアナ 2. 小さな悪魔 3. おおキャロル 4. 悲しき街角 5. 恋の一番列車 6. 恋の日記 Side:B 1. 恋の片道切符 2. 可愛いベイビー 3. すてきな16才 4. ボーイハント 5. カラーに口紅 6. 電話でキッス |
| 1973年10月    | テイチク・ユニオンレコード | LP             |            | ビートルズを歌う Side:A 1. レット・イット・ビー（Let It Be） 2. ミッシェル（Michelle） 3. 抱きしめたい（Hold Me Tight） 4. カム・トゥゲザー（Come Together） 5. イエスタデイ（Yesterday） 6. フール・オン・ザ・ヒル（The Fool on the Hill） Side:B 1. ヘイ・ジュード（Hey Jude） 2. プリーズ・プリーズ・ミー（Please Please Me） 3. デイ・トリッパー（Day Tripper） 4. オール・マイ・ラヴィング（All My Loving） 5. ゲット・バック（Get Back） 6. マイ・スウィート・ロード（My Sweet Lord） |
| 2007年7月21日 | Solid Records              | CD（紙ジャケ） | CDSOL-1166 | ビートルズを歌う Side:A 1. レット・イット・ビー（Let It Be） 2. ミッシェル（Michelle） 3. 抱きしめたい（Hold Me Tight） 4. カム・トゥゲザー（Come Together） 5. イエスタデイ（Yesterday） 6. フール・オン・ザ・ヒル（The Fool on the Hill） Side:B 1. ヘイ・ジュード（Hey Jude） 2. プリーズ・プリーズ・ミー（Please Please Me） 3. デイ・トリッパー（Day Tripper） 4. オール・マイ・ラヴィング（All My Loving） 5. ゲット・バック（Get Back） 6. マイ・スウィート・ロード（My Sweet Lord） |

#### 企画アルバム
| 発売日       | レーベル      | 規格 | 規格品番   | アルバム。                                                       |
| ------------ | ------------- | ---- | ---------- | ---------------------------------------------------------------- |
| 2008年5月3日 | Solid Records | CD   | CDSOL-1232 | 小山ルミ&ドラム・ドラム・ドラム ※ LP未発売の秘蔵発掘音源を収録。 |

#### ベストアルバム
| 発売日         | レーベル | 規格 | 規格品番  | アルバム。                                        |
| -------------- | -------- | ---- | --------- | ------------------------------------------------- |
| 1998年12月16日 | Wea      | CD   | WPC7-8587 | ヒット・コレクション                              |
| 2000年11月05日 | PARADE   | CD   | SPW-10004 | アダルト･ポップス･シリーズ2 シングル･コレクション |

### バックコーラス
- スナッキーで踊ろう（1968年、日本コロムビア。海道はじめ（坂越達明）&スナッキーガールズ名義） - プリマハム「スナッキー」とのタイアップが行われた。羽太幸得子[注釈 3]・吉沢京子とともにスナッキーガールズとして参加。羽太にはハニー、吉沢にはミミ、小山にはケメ子という愛称が付けられていた。

## 出演

### 映画
- ケメ子の歌（1968年）
- ドリフターズですよ!盗って盗って盗りまくれ（1968年）- メリー 役
- 悪党社員遊侠伝（1968年）- 星今日子 役
- まっぴら社員遊侠伝（1968年）　※デビュー曲『はじめてのデート』の歌唱シーンあり
- 極道社員遊侠伝（1968年）- 大垣隆成の孫娘 役
- ドリフターズですよ!冒険冒険また冒険（1968年）- おサチ 役
- 盛り場ブルース(1968年）- 花売娘 役
- ある少女の告白・純潔（1968年）
- ザ・タイガース 華やかなる招待（1968年）- マリ 役
- 続・女の警察(1969年）- 香山千恵 役
- 大幹部 殴り込み（1969年）
- ひらヒラ社員・夕日くん（1970年）
- 学園祭の夜・甘い生活（1970年）
- 日本一のワルノリ男（1971年）- 明美 役
- 喜劇・命のお値段（1971年） - ズベ公 役
- だまされて貰います（1971年）- 関根花子 役
- 夕日くん・サラリーマン仁義（1973年）

### テレビドラマ
- オレと彼女（1968年、TBS)
- オレとシャム猫（1969年、TBS）- 奈々山ルミ(バクダン) 役
- S・Hは恋のイニシァル（1969年、TBS）- 羽佐間スミレ 役
- 新・平四郎危機一発（1969年、TBS）- ナナ 役
- 大将(1970年、日本テレビ)
- ゴールドアイ（1970年、日本テレビ) - 小川ルミ 役
- キイハンター 第136話「殺人超特急西へ」（1970年、TBS）
- いじわるばあさん（1971年、フジテレビ)
- オレンジの季節（1971年、フジテレビ) - 富士山ルミ 役
- スコッチョ大旅行(1971年、＜朝日放送制作＞TBS系列）
- 江戸前夫婦(1972年、日本テレビ)

### テレビ番組
- ヤング720（1967年、TBS）
- ビート・ポップス（1967年、フジテレビ）
- 巨泉×前武ゲバゲバ90分!（1969年、日本テレビ）
- ドリフターズ大作戦（1969年、日本テレビ）
- コント55号の裏番組をぶっとばせ!（1969年、日本テレビ）[2]

## 書籍
- 『歌謡曲番外地 Vol.1―Hotwax・presents歌謡曲・名曲名盤ガイド』シンコーミュージック、2007年5月
- 『Hotwax presents 歌謡曲名曲名盤ガイド1960’s 1960-1969』シンコーミュージック、2007年6月